# Cosmopterigidae
Cosmopterigidae là một họ côn trùng thộc bộ Lepidoptera. Họ này bao gồm các loài bướm đêm nhỏ cánh hẹp, ấu trùng nhỏ của chúng ăn lá cây, hạt nơi chúng làm tổ. Có khoảng 1.500 loài đã được miêu tả. Họ này chủ yếu phân bố ở Úc và vùng Thái Bình Dương với khoảng 780 loài.

## Hình ảnh

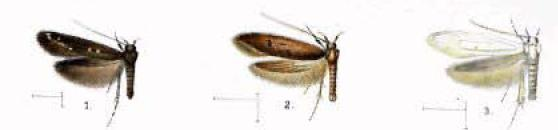
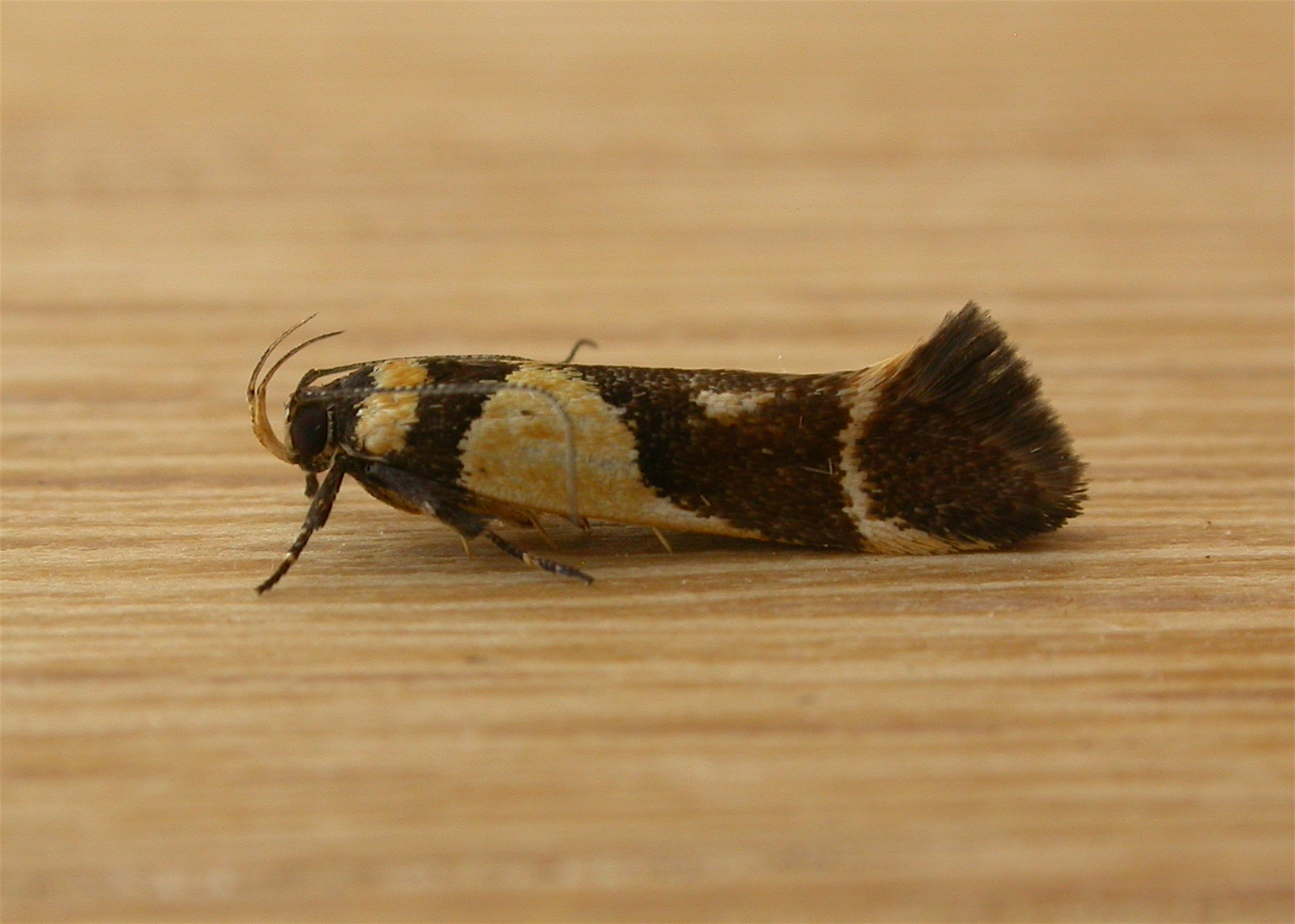

## Các chi
Các chi của họ này gồm:
- Antequera
- Chrysopeleia
- Cosmopterix
- Hyposmocoma